# PKPインターシティED160形電車
PKPインターシティED160形電車（PKPインターシティED160がたでんしゃ）は、ポーランド国鉄グループに属する鉄道事業者であるPKPインターシティが所有する電車。スイスのシュタッドラー・レールが展開する鉄道車両ブランド「FLIRT」の1車種で、2015年から営業運転を開始した。

## 概要
2013年、PKPインターシティは、シュタッドラー・レールとポーランドのネヴァグのコンソーシアムとの間に、8両編成の電車を20編成導入する契約を交わした。これに基づき製造が実施されたのがED160形である。当初は両社が分担して製造を実施する事が検討されていたが、スケジュールの都合で全車両ともポーランドのシュドルツェに位置するシュタッドラー・レールの現地子会社「シュタッドラー・ポルスカ」の工場で製造が行われている。
4車体連接車を2本連結する形の8両編成（1 - 8号車）を構成しており、動力台車は運転台側に設置されている。車体は軽量アルミニウムで構成されており、車体強度や耐衝突性といった安全基準を満たした構造になっている。また、動力台車を含む各台車は空気ばねが用いられており、乗り心地の向上が図られている。制御システムについてはヨーロッパ各国で導入が進むETCSに対応している。
車内は全体が床上高さ1,180 mmと段差がない構造になっており、照明や内装も含め乗客の快適性の向上が図られている。また、車内にはバリアフリーに対応したトイレが設けられている他、売店（ビストロ）が設置されている車両（3号車）には2人分の車椅子スペースが、その隣に連結されている車両（4号車）には自転車用スペースが存在する。また、各車両には乗客への情報表示システムや安全対策用の監視カメラ、冷暖房双方に対応した空調装置が完備されている。

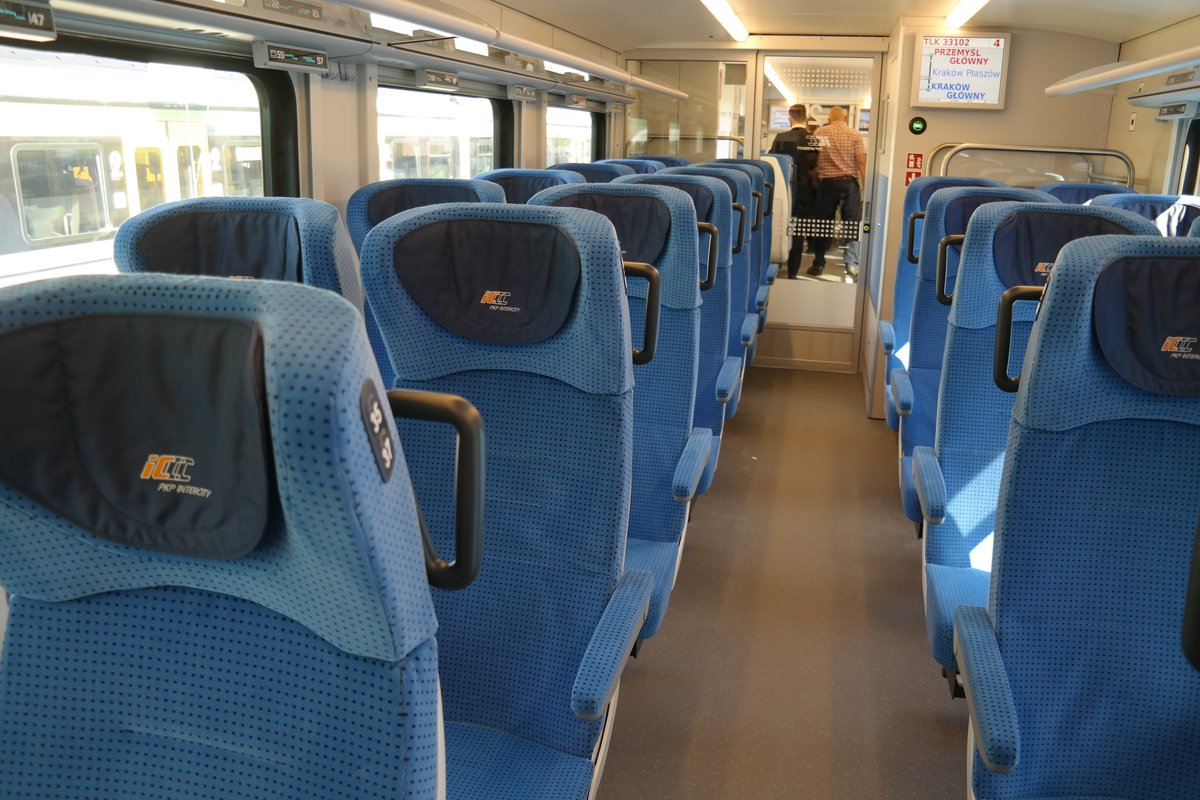
車内（1等座席）
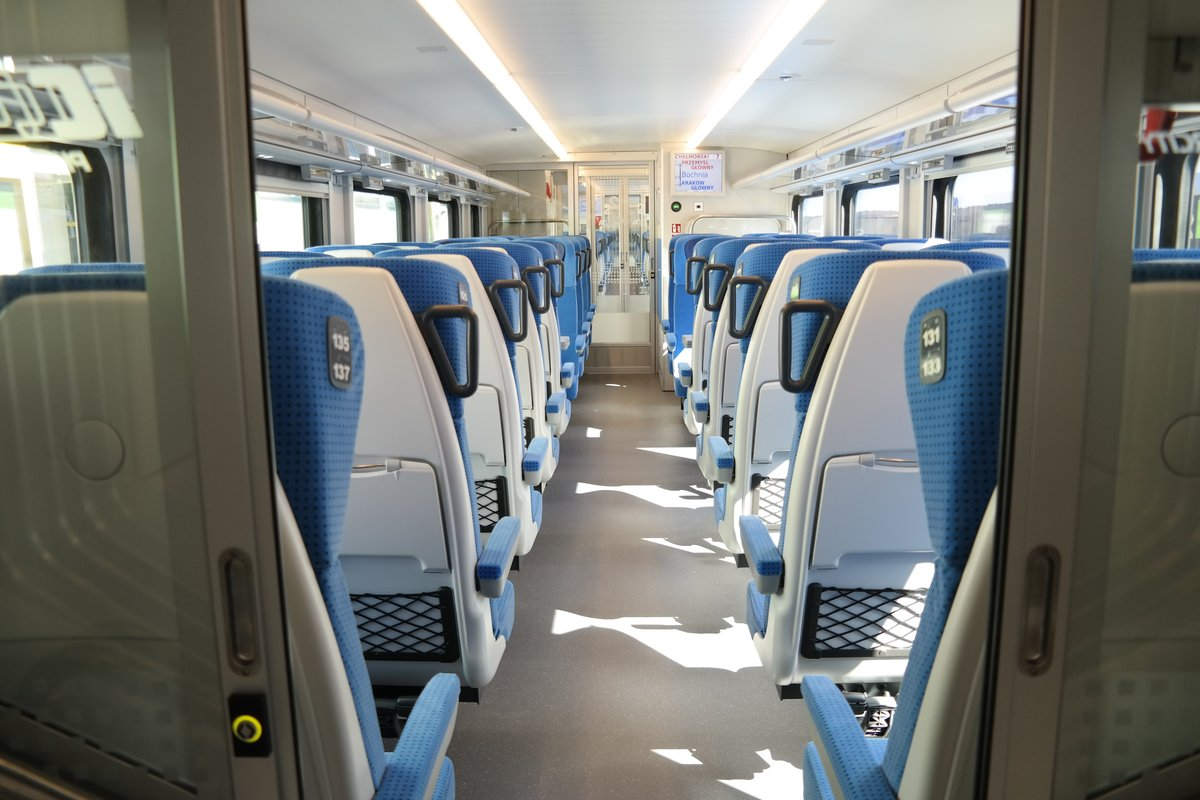
車内（2等座席）
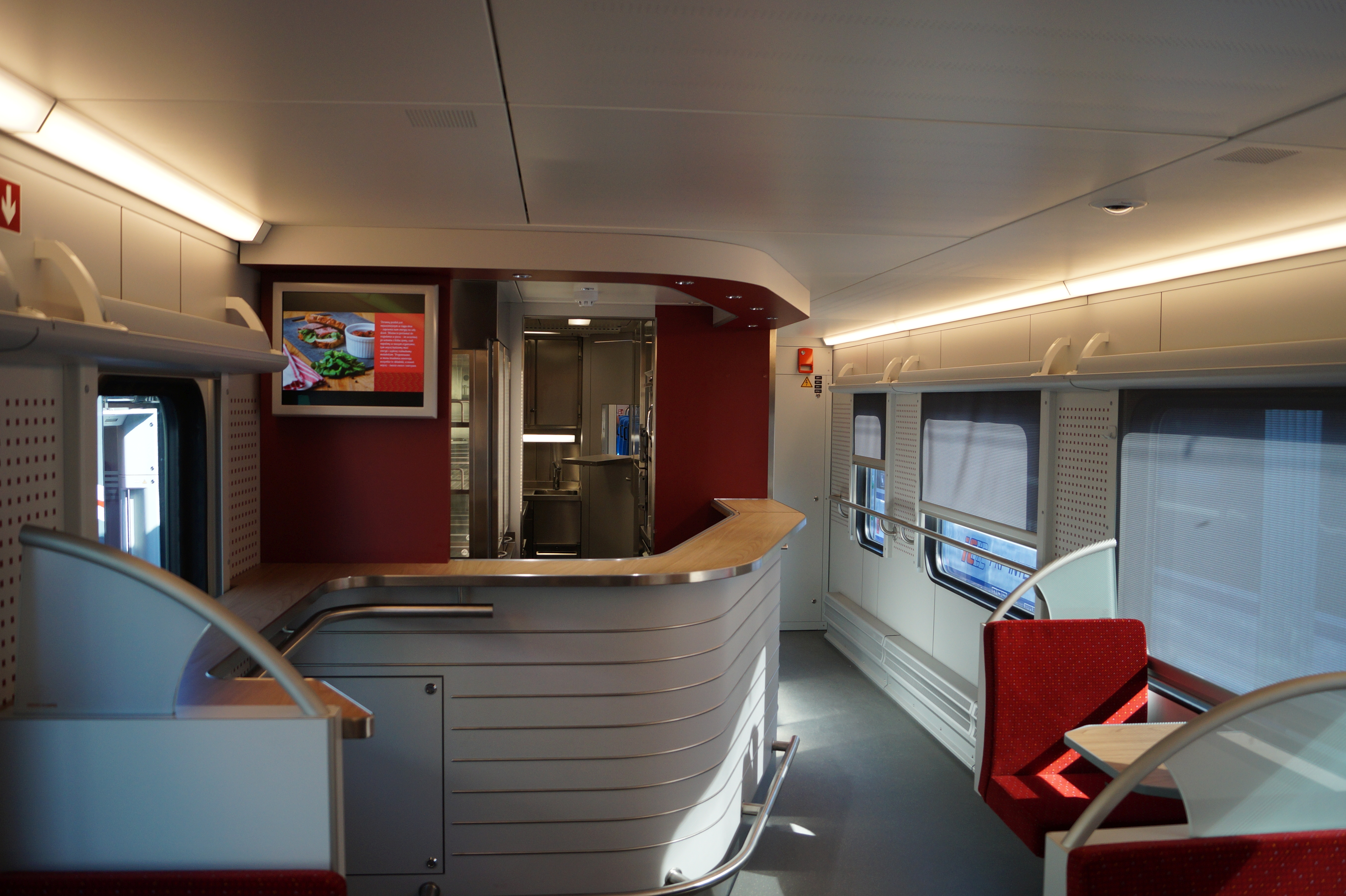
売店（ビストロ）
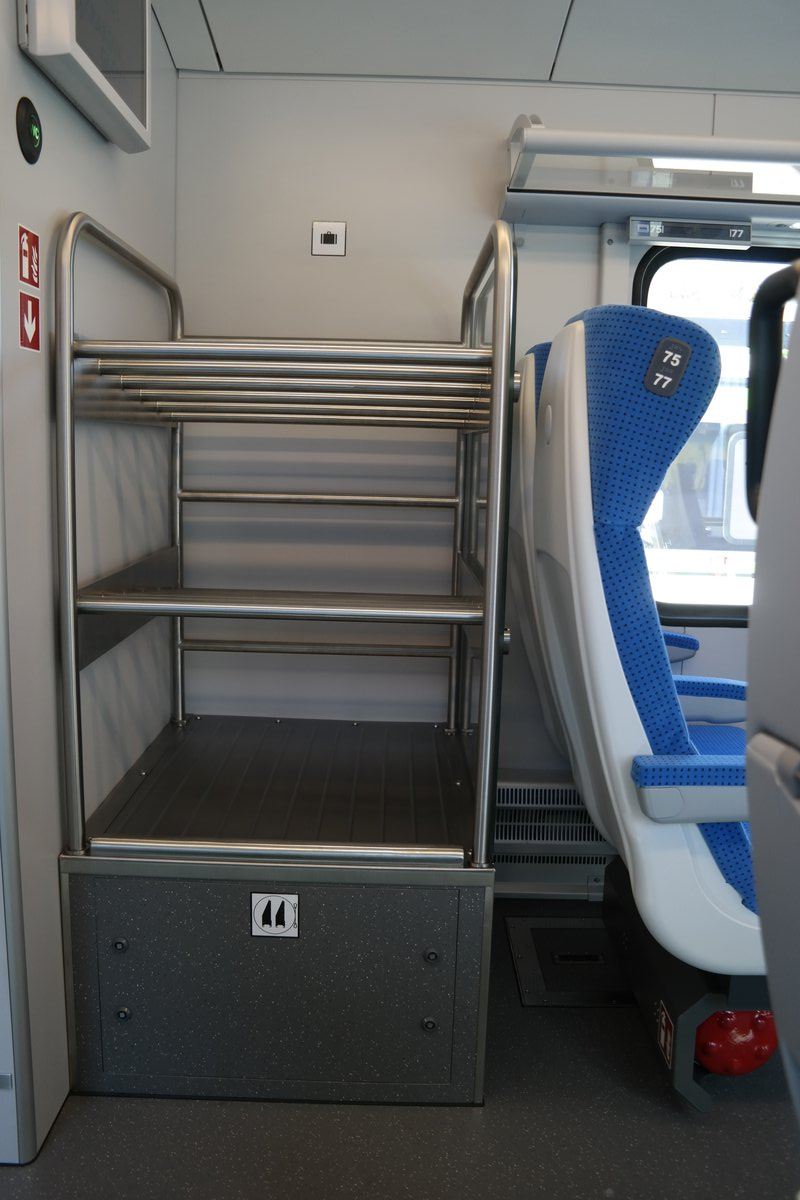
荷物置き場
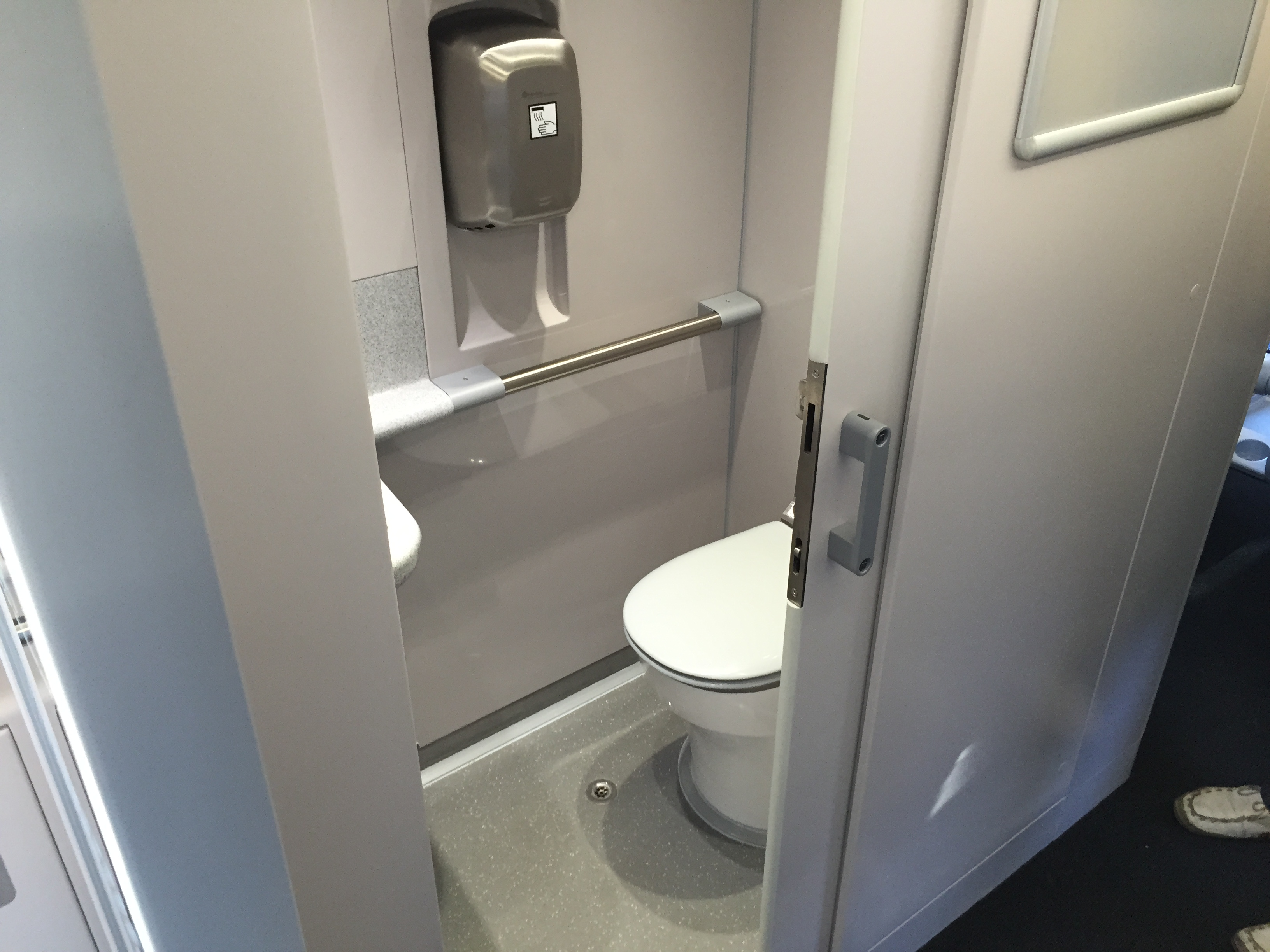
トイレ
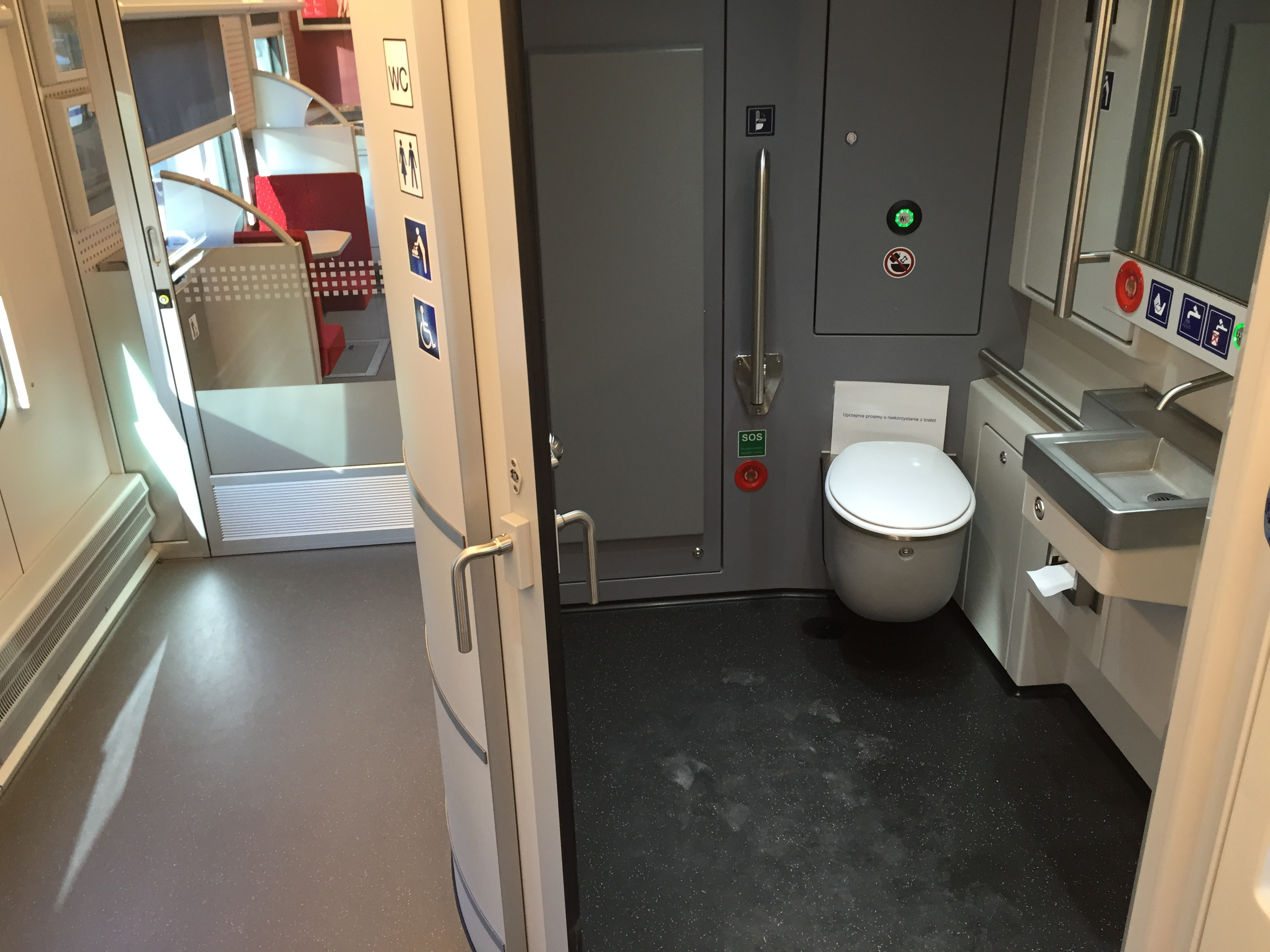
バリアフリー対応トイレ
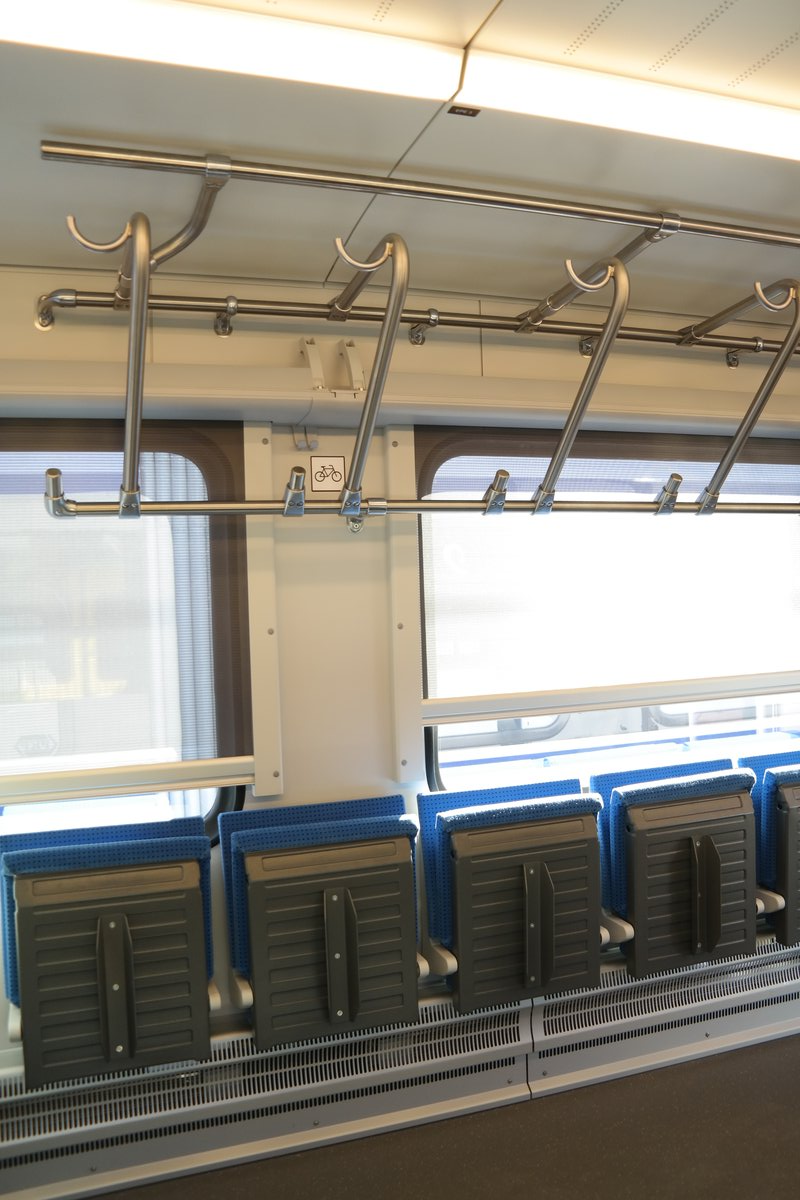
2015年製造分の車両は自転車スペースに折り畳み座席（6人分）が設置されている

最初の車両は2014年末からシュドルツェの工場での組み立てが始まり、翌2015年3月に完成した。その後は同年10月までに契約分の全20編成（ED160-001 - ED160-020）の製造が実施された一方で試運転が各地で行われ、同年12月13日に実施されたダイヤ改正で営業運転を開始した。以降は首都・ワルシャワを始めとした各都市を結ぶ長距離列車に用いられている。
その後、2017年に実施されたPKPインターシティ向けの新型電車の入札についても2019年にシュタッドラー・レールが製造権を獲得しており、これを用いる形で新たに8両編成12本（ED160-021 - ED160-032）のED160形の増備が実施される事となった。軽量化によるエネルギー消費量の削減やリサイクル可能な素材の使用、防音性の向上、制御システムの更新といった改良が施されているこれらの車両は2022年から2023年にかけてPKPインターシティへの納入が行われ、順次営業運転に投入されている。

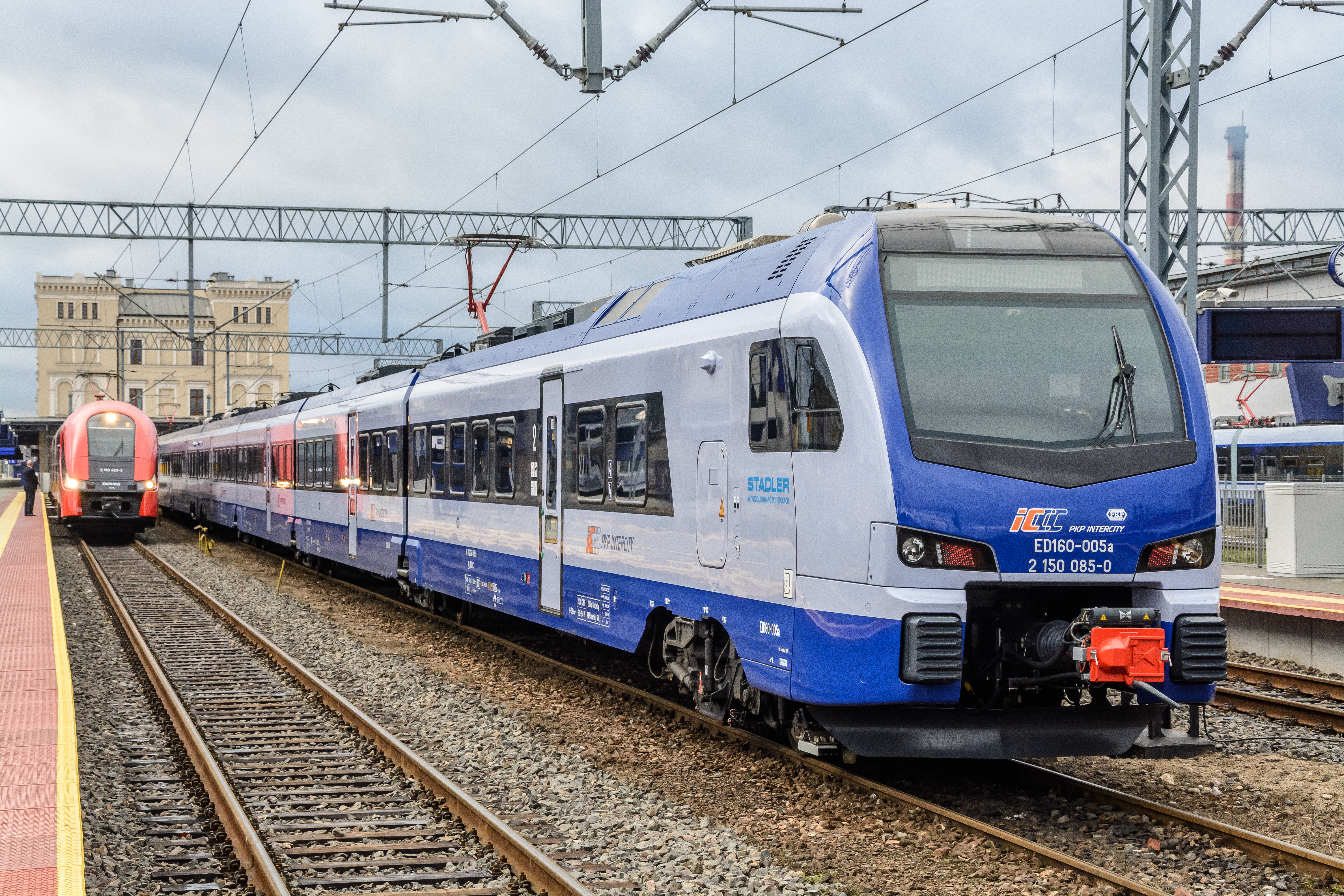
ED160-005（2015年撮影）
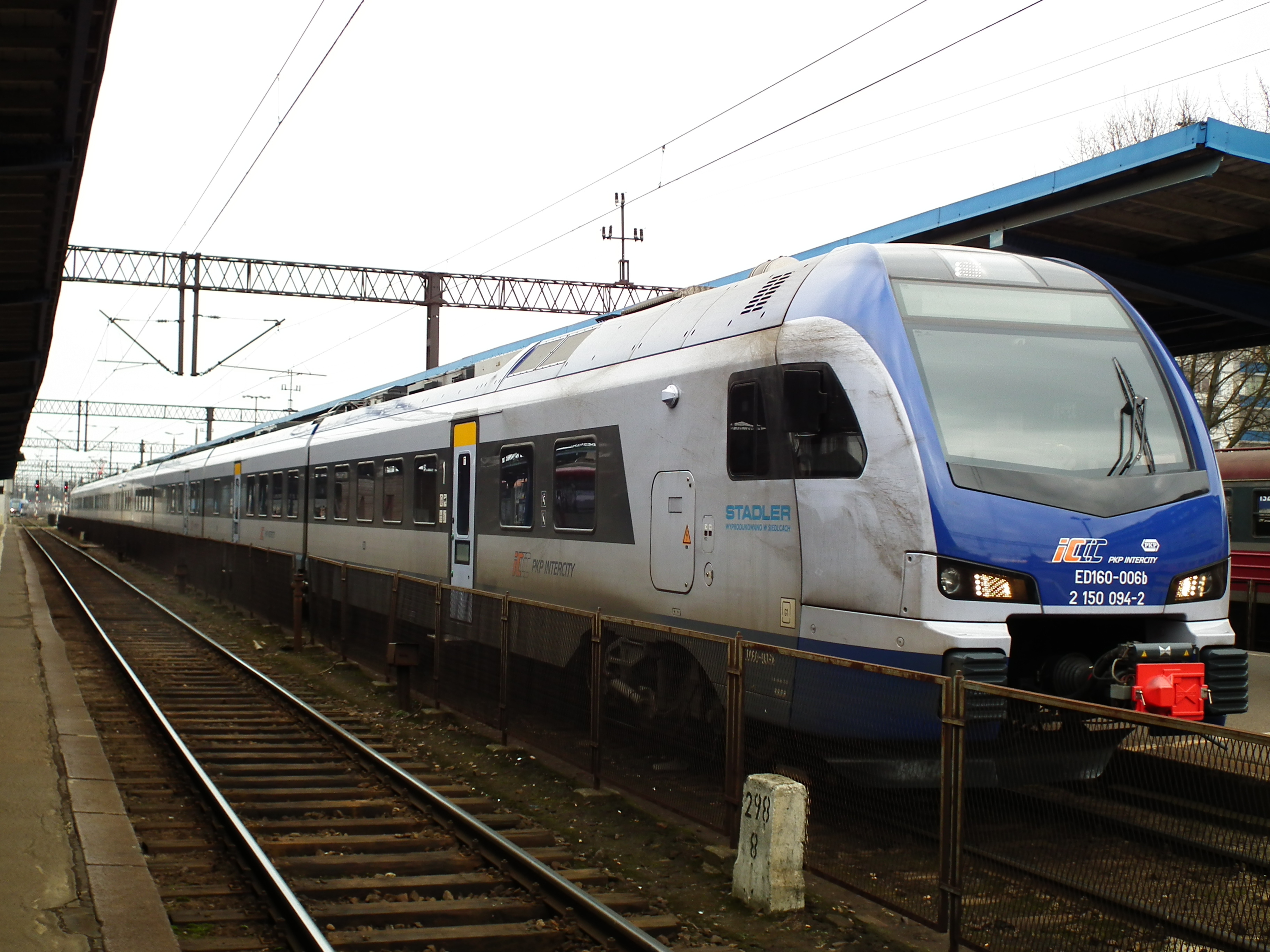
ED160-006（2016年撮影）
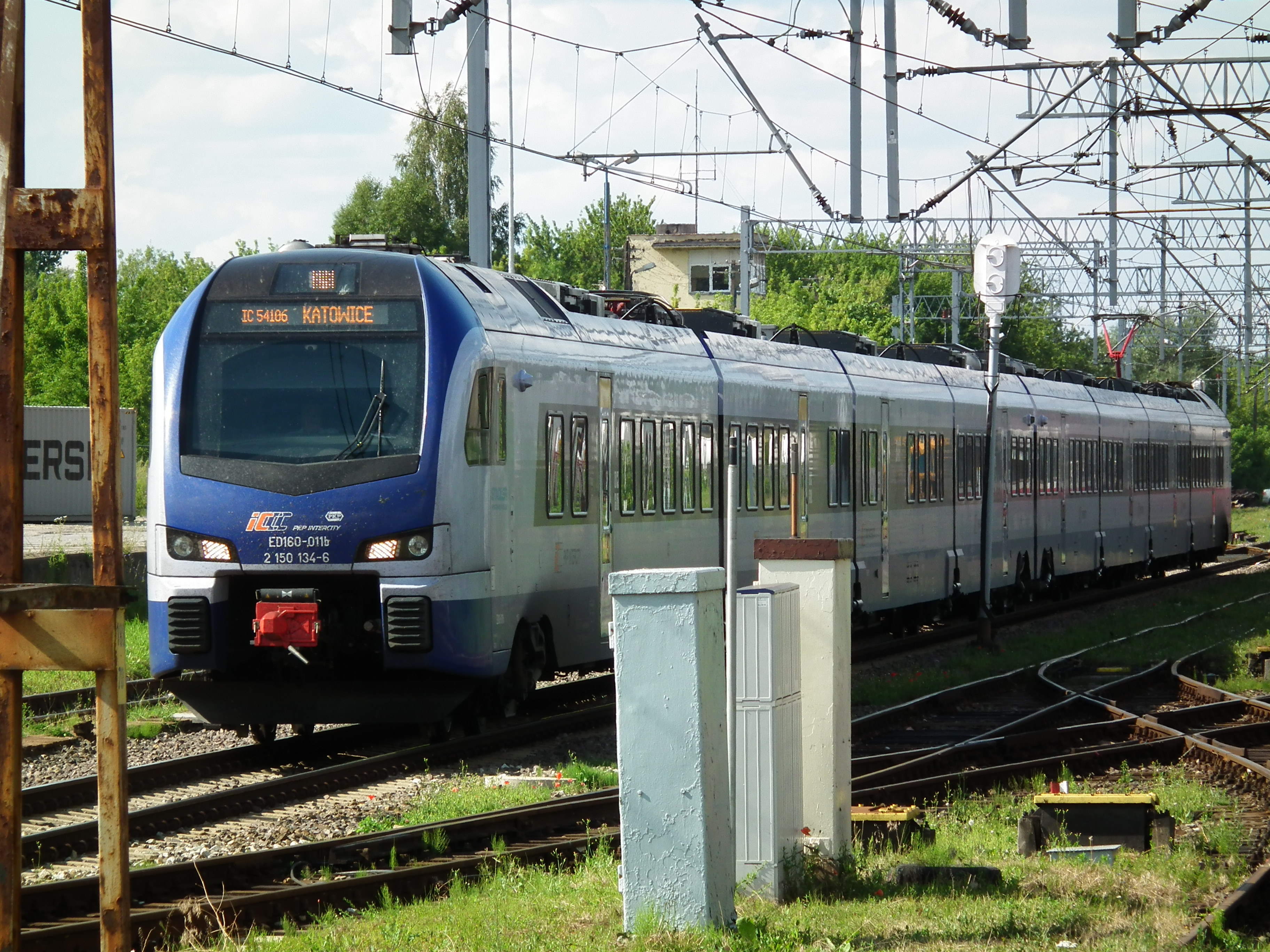
ED160-011（2016年撮影）
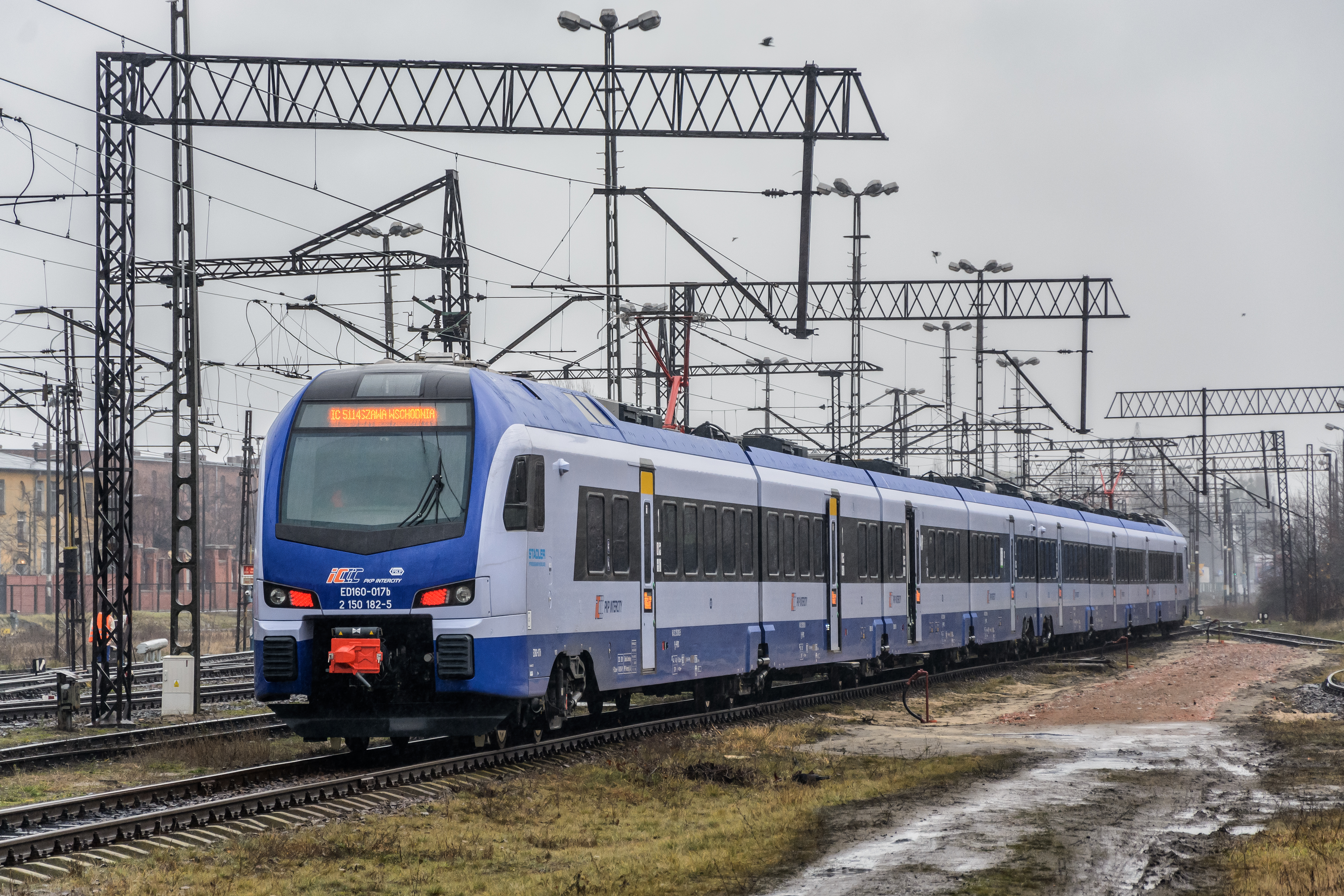
ED160-017（2015年撮影）

## 編成・諸元

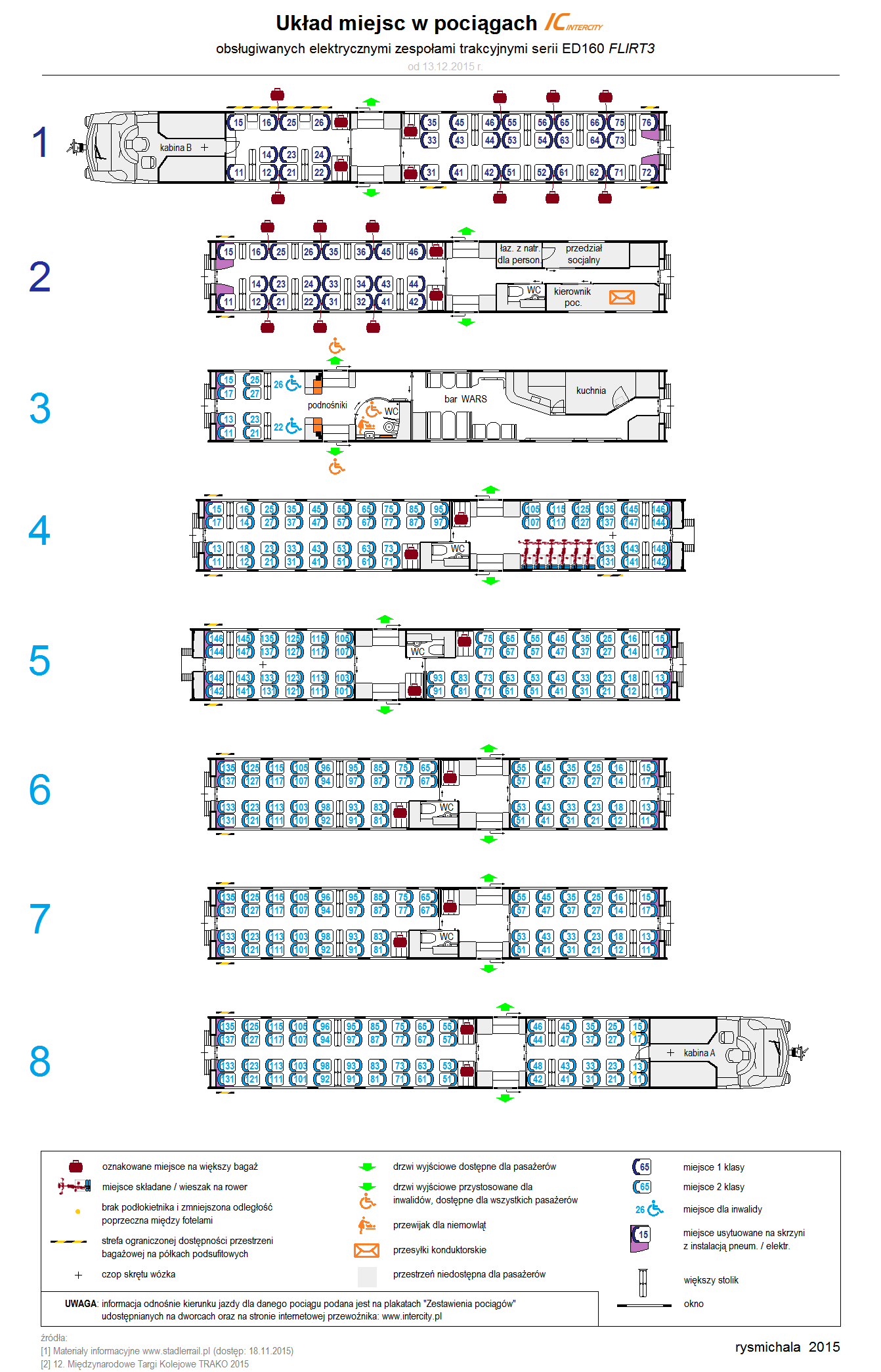
座席表

| ED160形 編成・主要諸元 | ED160形 編成・主要諸元 | ED160形 編成・主要諸元 | ED160形 編成・主要諸元 | ED160形 編成・主要諸元 | ED160形 編成・主要諸元 | ED160形 編成・主要諸元                                           | ED160形 編成・主要諸元 |
| 号車                   | 等級                   | 定員                   | 定員                   | 定員                   | トイレ                 | 参考・備考                                                       |                        |
| 号車                   | 等級                   | 1等座席                | 2等座席                | 折り畳み座席           | トイレ                 | 参考・備考                                                       |                        |
| ---------------------- | ---------------------- | ---------------------- | ---------------------- | ---------------------- | ---------------------- | ---------------------------------------------------------------- | ---------------------- |
| 1号車                  | 1等                    | 37人                   | －                     | －                     | ×                      |                                                                  |                        |
| 2号車                  | 1等                    | 23人                   | －                     | －                     | ○                      |                                                                  |                        |
| 3号車                  | 2等                    | －                     | 8人                    | －                     | ○                      | 車椅子スペース2箇所、バリアフリートイレ、売店、食堂席8人分を設置 |                        |
| 4号車                  | 2等                    | －                     | 54人                   | 6人分                  | ○                      | 自転車用スペースを設置 増備車は折り畳み座席なし                  |                        |
| 5号車                  | 2等                    | －                     | 60人                   | －                     | ○                      |                                                                  |                        |
| 6号車                  | 2等                    | －                     | 56人                   | －                     | ○                      |                                                                  |                        |
| 7号車                  | 2等                    | －                     | 56人                   | －                     | ○                      |                                                                  |                        |
| 8号車                  | 2等                    | －                     | 60人                   | －                     | ×                      |                                                                  |                        |